# Edward Hejdukiewicz
Edward Gabriel Hejdukiewicz (ur. 19 marca?/31 marca 1868 w Mińsku Litewskim, zm. 1 stycznia 1932 w osadzie Krzywucha – powiat Dubno) – polski dowódca wojskowy, pułkownik armii rosyjskiej oraz tytularny generał dywizji Wojska Polskiego, kawaler Orderu Virtuti Militari.

## Życiorys
Urodził się w rodzinie Mikołaja i Marii z domu Fink. Ukończył kurs w Korpusie Kadetów w Jarosławiu oraz Wileńską Szkołę Junkrów Piechoty. Służył w armii rosyjskiej, od 1887 był oficerem zawodowym piechoty. Jako dowódca kompanii walczył w wojnie rosyjsko-japońskiej 1904–1905. W 1910 ukończył szkołę strzelań w Oranienburgu i objął stanowisko dowódcy batalionu. W lipcu 1914 został awansowany do stopnia podpułkownika. Dowodził batalionem na froncie, następnie objął dowództwo pułku piechoty. Pułkownik z 1915. Walczył na frontach I wojny światowej, m.in. jako dowódca 56 pułku piechoty. Odznaczył się w boju, był kilkakrotnie ranny i kontuzjowany.
Od 2 listopada 1917 był dowódcą 3 pułku strzelców w I Korpusie Polskim w Rosji (gen. Dowbora-Muśnickiego). Za walki pod Bobrujskiem w lutym 1918 został odznaczony Krzyżem Srebrnym Orderu Virtuti Militari. W 1918 był dowódcą polskiej samoobrony i komendantem placu w Odessie. W czerwcu 1918 współorganizował w Odessie 4 Dywizję Strzelców Polskich gen. Żeligowskiego, w której był przewodniczącym sądu, i z którą przybył do Polski.
Od czerwca do grudnia 1919 dowodził 12 pułkiem strzelców (później: 54 pułk Strzelców Kresowych) armii gen Hallera i krótko – 24 Brygadą Piechoty. Od grudnia 1919 do sierpnia 1920 sprawował stanowisko dowódcy Ekspozytury Okręgu Generalnego Lublin w Kowlu. Następnie do listopada był okręgowym inspektorem Armii Ochotniczej w Lublinie, a potem – do kwietnia 1921 – dowódcą XXVIII Brygady Piechoty Wielkopolskiej. Od kwietnia do września dowodził 20 Dywizją Piechoty. Później – do marca 1923 był zastępcą dowódcy Okręgu Korpusu IX w Brześciu. Uczestniczył w wojnie polsko-bolszwickiej, dowodząc XXVIII Brygadą Piechoty i 2 Dywizją Litewsko-Białoruską.
14 października 1920 zatwierdzono go w stopniu generała podporucznika z dn. 1 kwietnia 1920. 3 maja 1922 został zweryfikowany w stopniu generała brygady ze starszeństwem z dniem 1 czerwca 1919. Od marca 1923 do maja 1927 wchodził w skład Oficerskiego Trybunału Orzekającego. 5 lutego 1927 został mianowany tytularnym generałem dywizji z dniem przeniesienia w stan spoczynku – 30 kwietnia 1927. Zmarł 1 stycznia 1932 we wsi Pogorzelec w powiecie dubieńskim (według innego źródła w osadzie Krzywucha).

## Życie prywatne
Był ojcem Sylwii Rzeczyckiej.

## Ordery i odznaczenia
- Krzyż Srebrny Orderu Wojskowego Virtuti Militari nr 6677 – 10 maja 1922[1][5]
- Krzyż Walecznych czterokrotnie[1]
- Medal Zwycięstwa („Médaille Interalliée”) – 1925[6]
- Odznaka I Korpusu Polskiego gen. Dowbora-Muścickiego